# Thereva gomerae
Thereva gomerae är en tvåvingeart som beskrevs av Baez 1982. Thereva gomerae ingår i släktet Thereva och familjen stilettflugor.
Artens utbredningsområde är Kanarieöarna. Inga underarter finns listade i Catalogue of Life.